# Rimanella arcana
Rimanella arcana é uma espécie de libelinha da família dos rimanelídeos (Rimanellidae).
Pode ser encontrada nos seguintes países: Guiana, Suriname e Venezuela.
Os seus habitats naturais são: florestas subtropicais ou tropicais húmidas de baixa altitude e rios.